# 1522
1522 (MDXXII) je bilo navadno leto, ki se je po julijanskem koledarju začelo na sredo.

## Dogodki
- 8. september - v Seviljo se s prve odprave okoli sveta, ki jo je vodil Ferdinand Magellan, vrne ladja Victoria z 18 preživelimi mornarji.

## Rojstva
- Sen no Rikju, japonski mojster čajnega obreda († 1591)

## Smrti
- 30. junij - Johann Reuchlin, nemški humanist, filolog, hebrejist in filozof (* 1455)
- 14. november - Ana Francoska, francoska tegentka (* 1461)